# Ullevål stadion (metrostation)
Ullevål stadion is een metrostation in de Noorse hoofdstad Oslo. Het station werd geopend op 10 oktober 1934 en wordt bediend door de lijnen 4 en 5 van de metro van Oslo.
Het station ligt tussen de wijken Sogn and Ullevål Hageby maar bedient ook de wijk Ullevål en het direct aan het station gelegen nationaal stadion van Noorwegen, het Ullevaalstadion, thuisstadion van het Noors voetbalelftal. Het is gelegen in het stadsdeel Nordre Aker in het noorden van Oslo.
Ten noordoosten van het station splitst het metrolijntraject in twee aparte trajecten. Het bovengrondse metrolijntraject van de Sognsvannsbanen vervolgt sinds 1934 zijn weg nog oostwaarts tot station Berg om vervolgens noordwaarts af te zwenken naar Sognsvann. Het veel recentere Ringlijn metrotraject duikt hier sinds 2003 de eerste van de twee tunnels van de Ringlijn in richting het ondergrondse metrostation Nydalen.